# Ligne F du tramway de Strasbourg
Pour les articles homonymes, voir Ligne F.
La ligne F du réseau de transports en commun de l'Eurométropole de Strasbourg est une ligne de tramway. Exploitée par la Compagnie des transports strasbourgeois (CTS), il s'agit de la sixième ligne du nouveau tramway de l'agglomération.
Elle relie le quartier de Koenigshoffen à la station Place d'Islande en passant à proximité de la Gare Centrale et par le centre-ville strasbourgeois. La ligne est mise en service le 28 novembre 2010, son tracé est modifié le 29 août 2020 lors de l'ouverture de l'extension vers Koenigshoffen.

## Histoire

### De l'ancien réseau ...
Le 12 mai 1882, la troisième ligne de tramways de Strasbourg est mise en service entre la place Kléber et Koenigshoffen. Entre la place de l'Homme-de-Fer et la station Faubourg National, son tracé correspond au parcours de l'actuelle ligne F. D'abord à traction hippomobile et à voie normale, la ligne est la dernière à conserver ce mode d'exploitation après l'électrification des lignes au centre-ville, le 13 juillet 1895. Puis l'électrification intervient simultanément avec la conversion à la voie métrique en 1898/1899.
Le 12 mars 1883, la quatrième ligne est mise en service entre la place Kléber et la Robertsau. Entre République et Gallia (anciennement Pont Royal), son parcours est reprise par l'actuelle ligne F.
Depuis le Faubourg National, une ligne est ouverte jusqu'à Roethig en 1900, prolongée ultérieurement vers Lingolsheim. Le tracé de ce prolongement correspond à l'actuelle ligne F jusqu'à la station Montagne Verte, depuis où l'ancienne ligne continuait par un parcours plus direct.
En 1908 entre Wacken et Roethig par République, circule la ligne 8, identique à l'actuelle ligne F entre République et Montagne Verte. À l'actuelle station Homme de Fer correspond l'ancienne station Haute Montée, située à proximité un peu plus à l'est dans la rue du même nom.
Le 1er juillet 1955 la ligne 8 est supprimée entre la place Kléber et Lingolsheim. Le 7 juillet 1956, aucun tram ne circule plus à l'est de la place Broglie. Le 1er janvier 1960, l'exploitation est arrêtée entre la rue de la Nuée Bleue et la place Broglie, puis la dernière ligne du réseau disparaît à son tour le 30 avril 1960 entre Hœnheim et Neuhof-Forêt, et les trams cessent de circuler dans la rue de la Haute Montée.

### ... à la ligne F

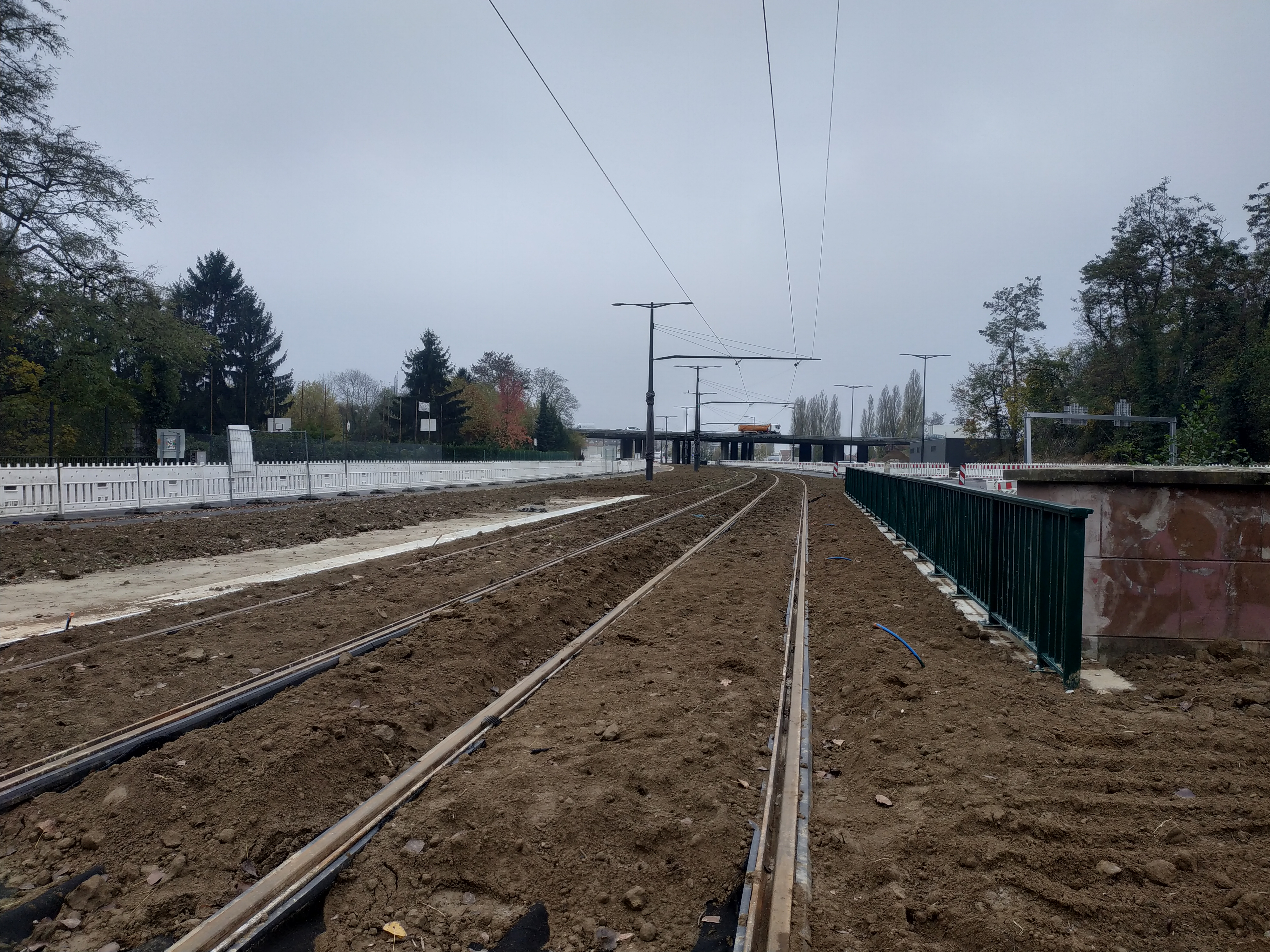
Vue du chantier de l'extension vers Koenigshoffen fin 2019.

Le 2 juin 2006, la communauté urbaine de Strasbourg rend public un avis favorable sur la création d'un axe urbain préfigurant la ligne de tram-train du Piémont des Vosges.
Le projet initial prévoyait une ligne nouvelle entre la station Place de la Gare (actuelle station aérienne Gare Centrale) et la place de la République puis deux branches : l'une vers le nord jusqu'à Robertsau Boecklin et l'autre vers l'est jusqu'à la nouvelle station Place d'Islande. Cette ligne et ses deux branches devaient ainsi préfigurer la partie urbaine du futur Tram-train Strasbourg - Bruche - Piémont des Vosges. Le 17 septembre 2010, la Compagnie des transports strasbourgeois (CTS) officialise le trajet Elsau — Place d'Islande de la nouvelle ligne F, abandonnant ainsi la branche vers la Robertsau, et le nouveau tracé de la ligne C qui dessert désormais la Gare Centrale et le Faubourg de Saverne.
Le 28 novembre 2010, avec une journée de retard à la suite d'un mouvement social, la ligne F du tramway de Strasbourg est mise en service entre l'Elsau, et Place d'Islande, permettant la desserte du quartier Vauban. La veille, le tracé de la ligne C était modifié pour aboutir à la Gare Centrale,.
Jusqu'en 2020, Koenigshoffen était le dernier faubourg strasbourgeois à ne pas être desservi par le tramway. Pour remédier à cela, l'Eurométropole a voté le projet de débrancher le réseau depuis la station Faubourg National pour rediriger la ligne F vers ce quartier à la place de l'Elsau. La ligne F abandonnera donc sa section actuelle Faubourg National - Elsau.
Les premiers essais débutent le 8 juin 2020 et une période de travaux du 17 au 29 août fait que la ligne dessert son ancien terminus pour la dernière fois le 16 août avant deux semaines de service limité à Faubourg National. Le prolongement de 1 700 m est mis en service le 29 août 2020 et comporte trois nouvelles stations : Porte Blanche, Parc des Romains et Comtes.

## Infrastructure

### La ligne
Du 28 novembre 2010 jusqu'au 16 août 2020, la ligne F empruntait les sections suivantes :
- Elsau – Observatoire, ouverte le 1er septembre 2000, à l'occasion de la mise en service des lignes B et C ;
- Observatoire – Place d'Islande, ouverte le 28 novembre 2010, à l'occasion de la mise en service de la ligne.

Du 17 août 2020 au 28 août 2020, la ligne effectue son terminus à Faubourg National.
À partir du 29 août 2020, la ligne emprunte une nouvelle section, délaissant le tronçon entre Faubourg National et Elsau :
- Faubourg National -  Comtes.

### Les terminus réguliers
La ligne F du tramway de Strasbourg compte deux terminus principaux :
- La station Comtes, qui constitue le terminus occidental de la ligne.

- La station Place d'Islande, qui constitue le terminus oriental de la ligne, est composée de deux voies encadrant un quai central.

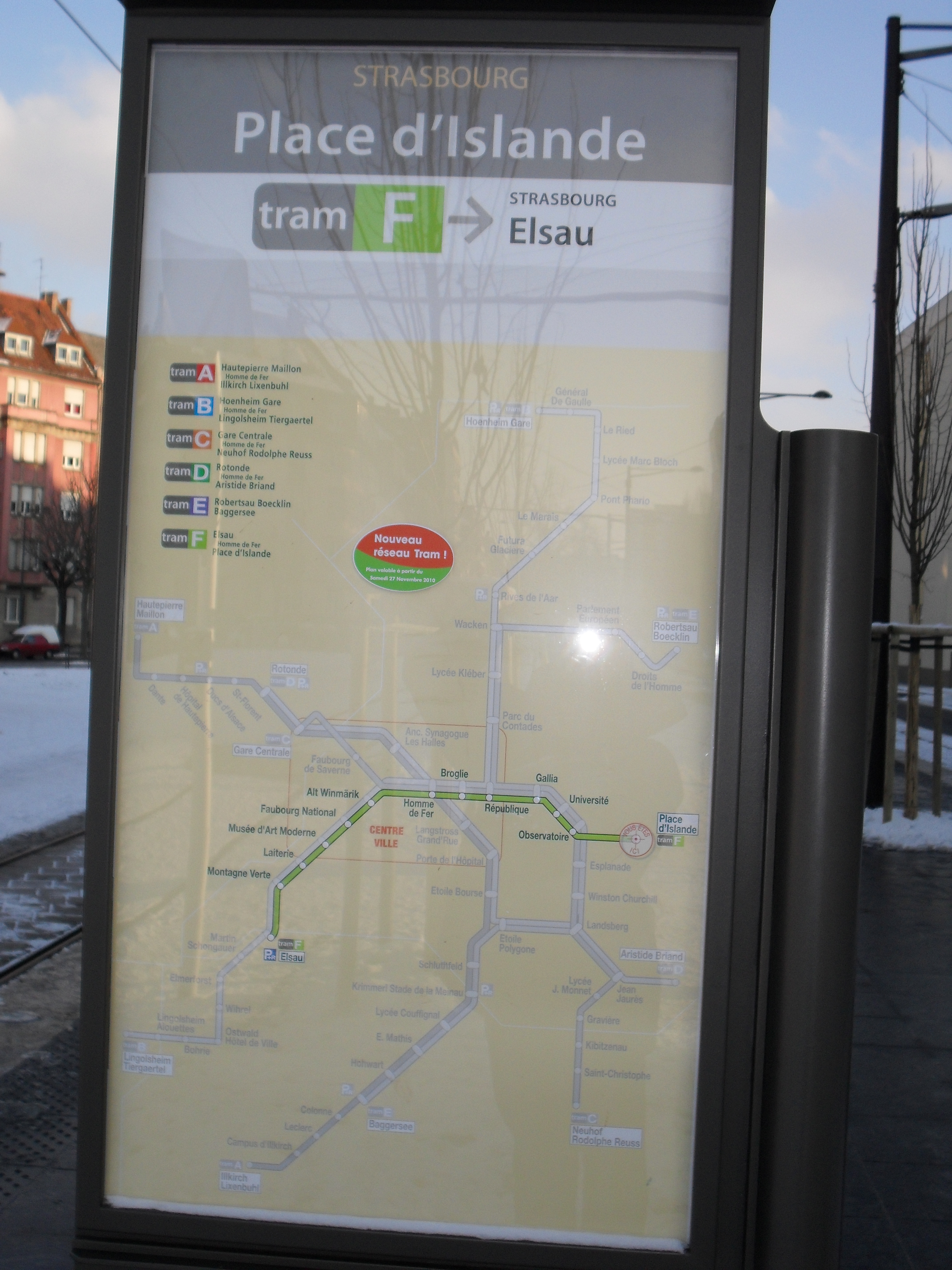
Signalétique.

### Dépôt de l'Elsau

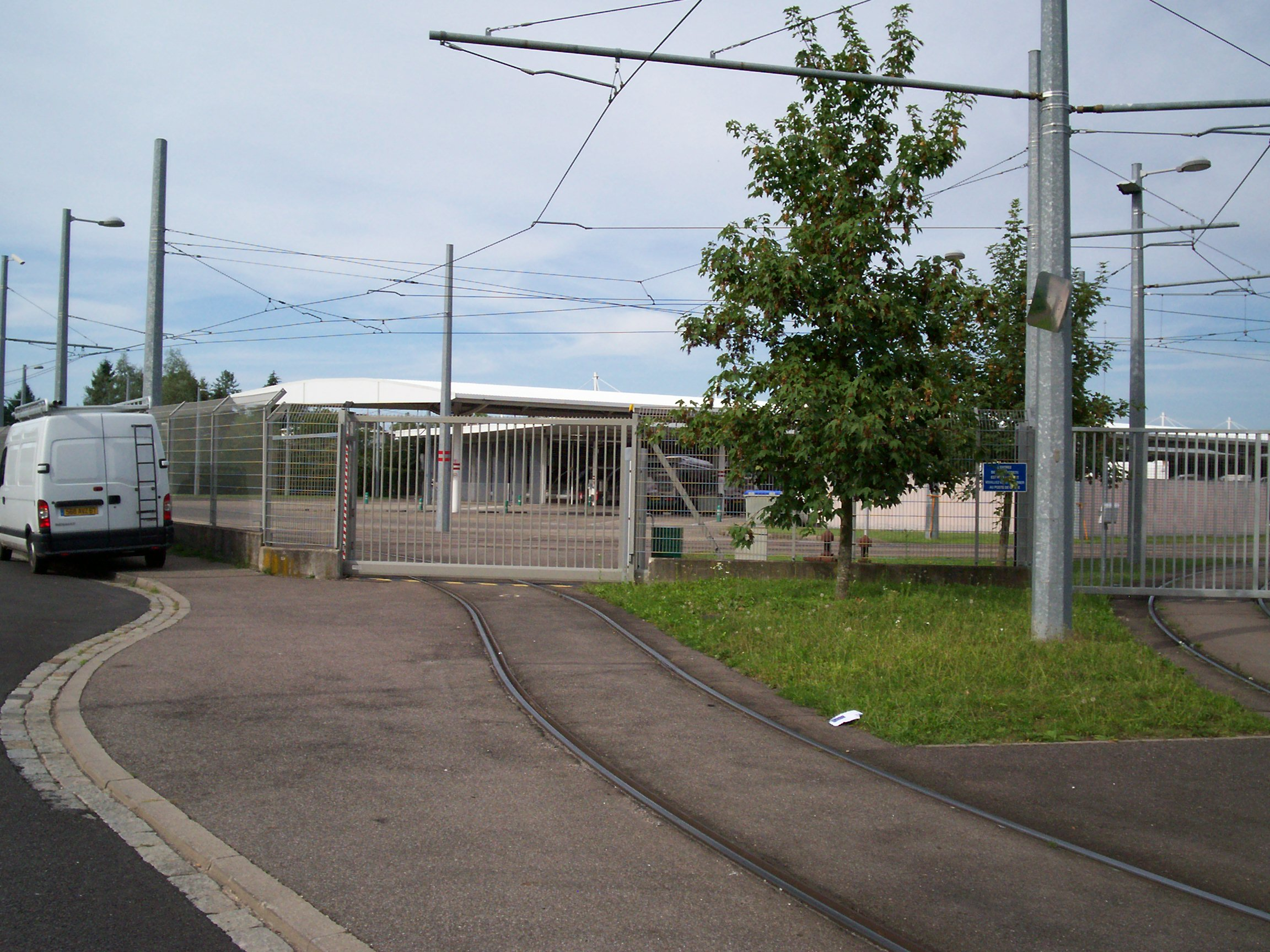
Le dépôt de l'Elsau.

Une partie des tramways de la ligne F du tramway de Strasbourg est remisée à l'unité de production d'Elsau, construite à l'occasion de l'ouverture des lignes B et C, qui a ouvert ses portes en septembre 1999. Elle comprend :
- un bâtiment administratif ;
- un remisage bus couvert de 1 872 m2 ;
- un remisage tram de 6 840 m2 ;
- une station service bus ;
- un atelier bus ;
- un atelier tram ;
- une station service tram ;
- une station de compression du gaz naturel de ville, nécessaire à l'approvisionnement des bus au gaz.

### Tension d'alimentation
La ligne F du tramway de Strasbourg est entièrement électrifiée en 750 volts continu.

## Schéma de la ligne

### Tracé
Les tramways de la ligne F partent de la station Comtes à l'est du quartier de Koenigshoffen. Ils empruntent la route des Romains et passent sous l'autoroute A35 puis sous les voies ferrées. Arrivés place de la Porte Blanche, ils tournent à gauche sur le boulevard de Nancy jusqu'à la place Sainte-Aurélie. Ils tournent ensuite à droite et s'engagent sur le faubourg National où ils sont rejoints par les tramways de la B. Après un virage vers la gauche puis vers la droite, sur les quais Desaix puis de Turckheim, les tramways se situent désormais sur la rue piétonne du Vieux Marché aux Vins qui les emmènera vers la place de l'Homme-de-Fer, après avoir été rejoints par les tramways de la ligne C.
Une fois, arrivés à Homme de Fer, les tramways de la ligne croisent ceux des lignes A et D. Ensuite, toujours en compagnie des tramways des lignes B et C, ils empruntent la rue piétonne de la Haute Montée puis de la Mésange, traversent la place de Broglie avant de passer sur le pont du Théâtre, afin d'arriver à place de la République. À cet endroit, ils tournent à droite pour desservir la station homonyme : ils sont en correspondance avec la ligne E en plus des lignes B et C. Ils filent, désormais en compagnie des tramways des lignes C et E, vers l'est, et s'engagent sur l'Avenue de la Marseillaise, enjambent l'Ill, cours d'eau à l'origine du nom de la région Alsace, où se situe d'ailleurs la station Gallia. À présent sur le boulevard de la Victoire, les tramways desservent alors des stations à quai central, traversées en leur milieu par une piste cyclable et un mail piétonnier. Ils s'engagent enfin sur la rue Vauban, quittant alors les tramways des lignes C et E, pour aboutir au terminus de Place d'Islande.

### Liste des stations
La ligne F du tramway de Strasbourg dessert les 12 stations suivantes :
|  |   |  | Stations                             | Lat/Long                        | Communes desservies | Correspondances |
|  | - |  | ------------------------------------ | ------------------------------- | ------------------- | --------------- |
|  | ■ |  | Comtes                               | 48° 34′ 46,7″ N, 7° 42′ 58,1″ E | Strasbourg          |                 |
|  | • |  | Parc des Romains                     | 48° 34′ 50,3″ N, 7° 43′ 21,5″ E | Strasbourg          | Parc relais     |
|  | • |  | Porte Blanche                        | 48° 34′ 49″ N, 7° 43′ 52,6″ E   | Strasbourg          | bus G           |
|  | • |  | Faubourg National                    | 48° 34′ 56,7″ N, 7° 44′ 11,8″ E | Strasbourg          | tram B          |
|  | • |  | Alt Winmärik (Vieux Marché aux Vins) | 48° 35′ 00,3″ N, 7° 44′ 24,9″ E | Strasbourg          | tram B          |
|  | • |  | Homme de Fer                         | 48° 35′ 03,4″ N, 7° 44′ 41″ E   | Strasbourg          | tram A B C D    |
|  | • |  | Place Broglie                        | 48° 35′ 05,1″ N, 7° 44′ 57,5″ E | Strasbourg          | tram B C        |
|  | • |  | République                           | 48° 35′ 10,8″ N, 7° 45′ 14,5″ E | Strasbourg          | tram B C E      |
|  | • |  | Gallia                               | 48° 35′ 03,8″ N, 7° 45′ 30,1″ E | Strasbourg          | tram C E        |
|  | • |  | Université                           | 48° 34′ 58″ N, 7° 45′ 50,1″ E   | Strasbourg          | tram C E        |
|  | • |  | Observatoire                         | 48° 34′ 53″ N, 7° 46′ 08,5″ E   | Strasbourg          | tram C E        |
|  | ■ |  | Place d'Islande                      | 48° 34′ 49,3″ N, 7° 46′ 34,3″ E | Strasbourg          |                 |

### Desserte de la Gare Centrale
Depuis sa mise en service le 27 novembre 2010, la ligne F du tramway de Strasbourg dessert indirectement la gare de Strasbourg, grâce à l'implantation d'une station nommée Faubourg National située à 300 m de la gare par la Petite rue de la Course.
La gare de Strasbourg a été inaugurée le 15 août 1883, sur les plans de l'architecte berlinois Johann Eduard Jacobsthal, et remplaça dès lors la gare d'origine près des Halles, en cul-de-sac et trop exigüe. Cette gare, construite par les autorités allemandes, est située au carrefour des grands axes internationaux Paris-Vienne et Bâle-Bruxelles, sur le terrain des anciennes fortifications de Vauban. À l'origine, cette gare était non seulement une gare de voyageurs, mais aussi une gare de marchandises et une gare de triage. La vaste place en hémicycle se situant devant la façade de l'édifice a été déterminante pour le choix de l'emplacement de cette gare.
Elle est la principale gare de l'agglomération strasbourgeoise et l'une des principales de l'est de la France. Elle est desservie par toutes sortes de trafics : TER Grand Est, TER 200, TGV et trains internationaux. L'ouverture de la LGV Est européenne en juin 2007 a permis une augmentation importante du trafic dans cette gare, Strasbourg ne se trouvant dès lors plus qu'à 2 h 20, puis 1 h 50 lorsque la deuxième partie de la ligne aura été construite, de la gare de Paris-Est. L'ouverture de la branche est de la LGV Rhin-Rhône le 11 décembre 2011 permet de gagner une heure entre Strasbourg et Lyon.

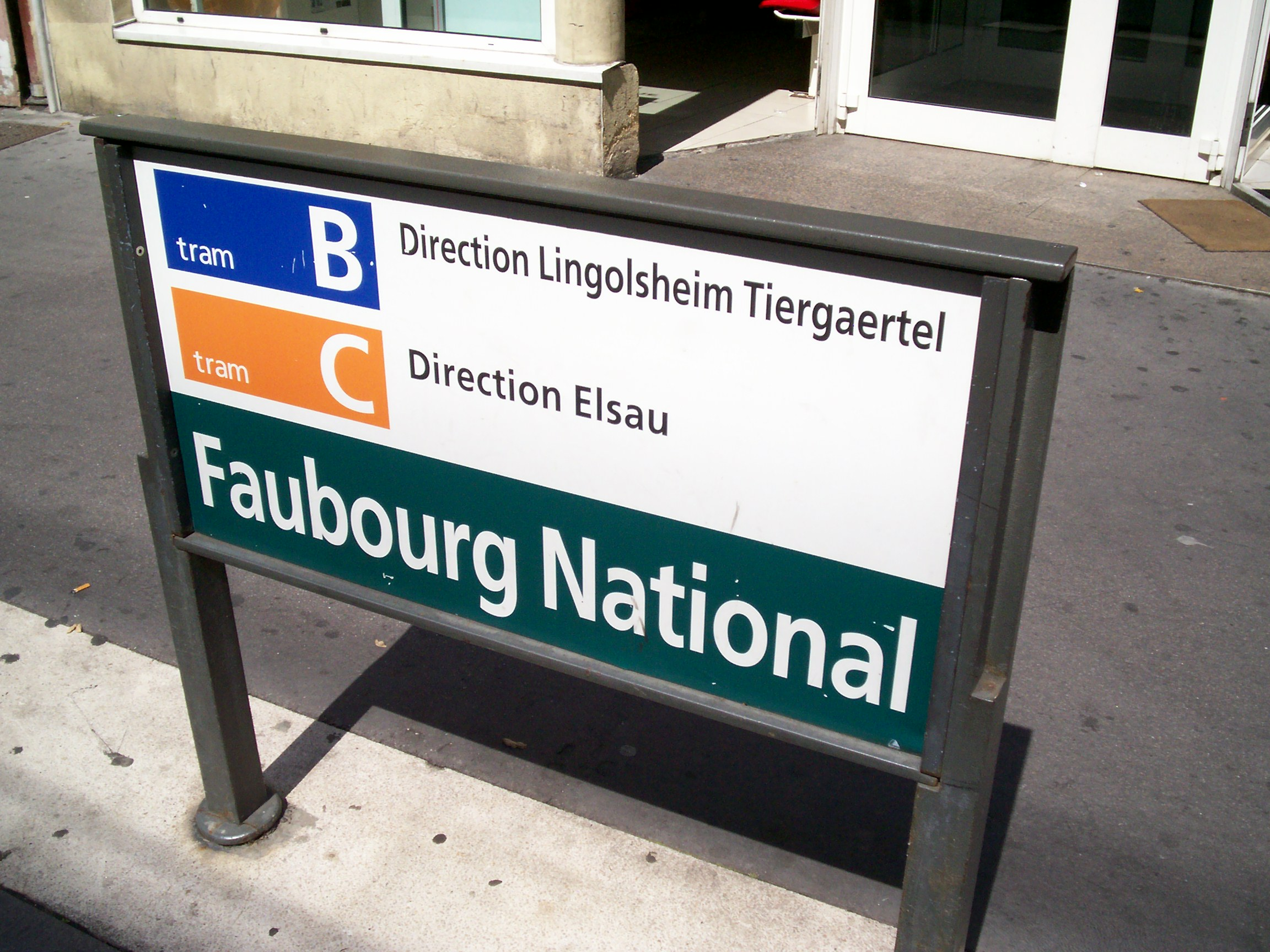
Signalétique avant sa mise en service.
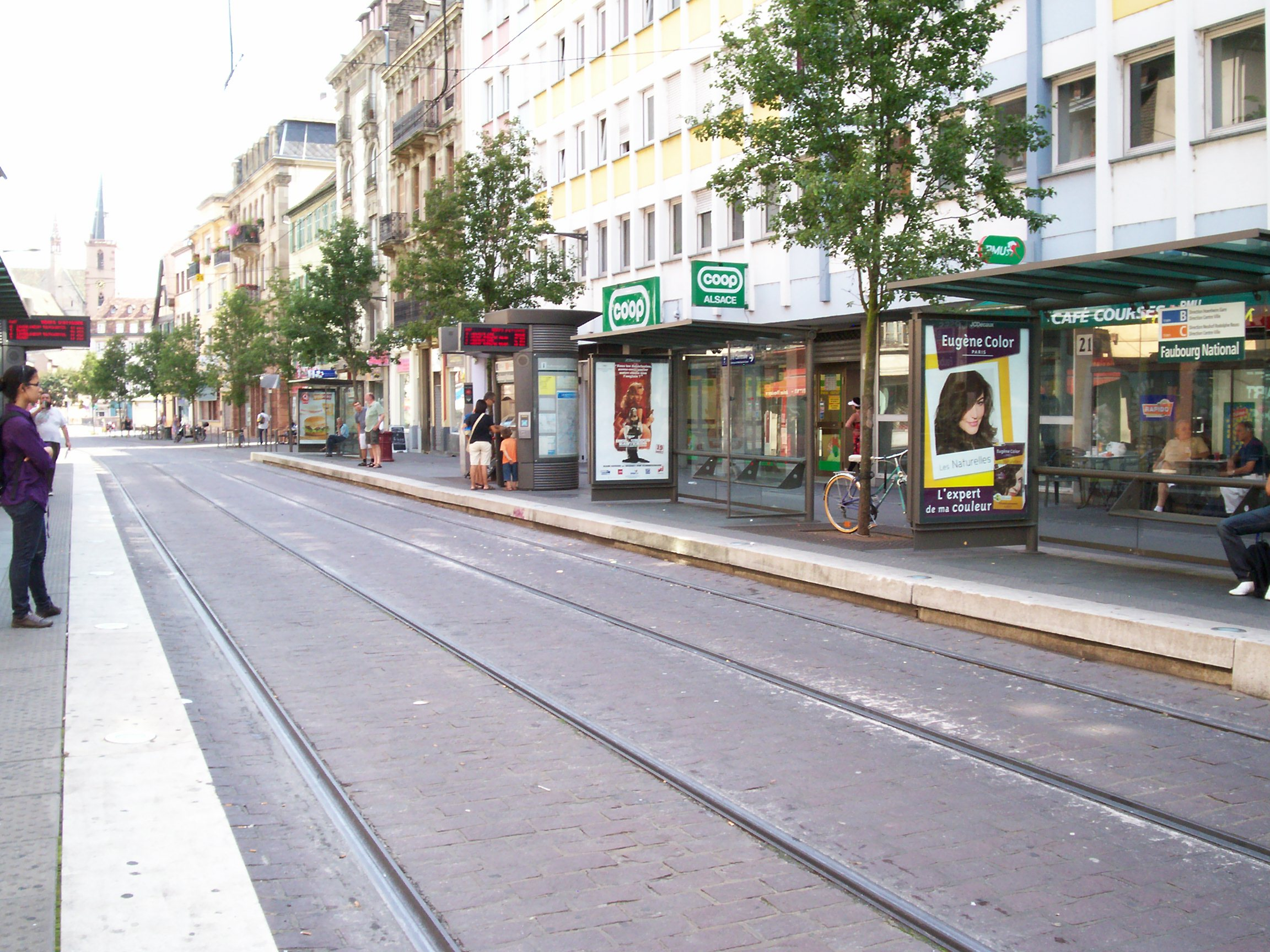
La station.
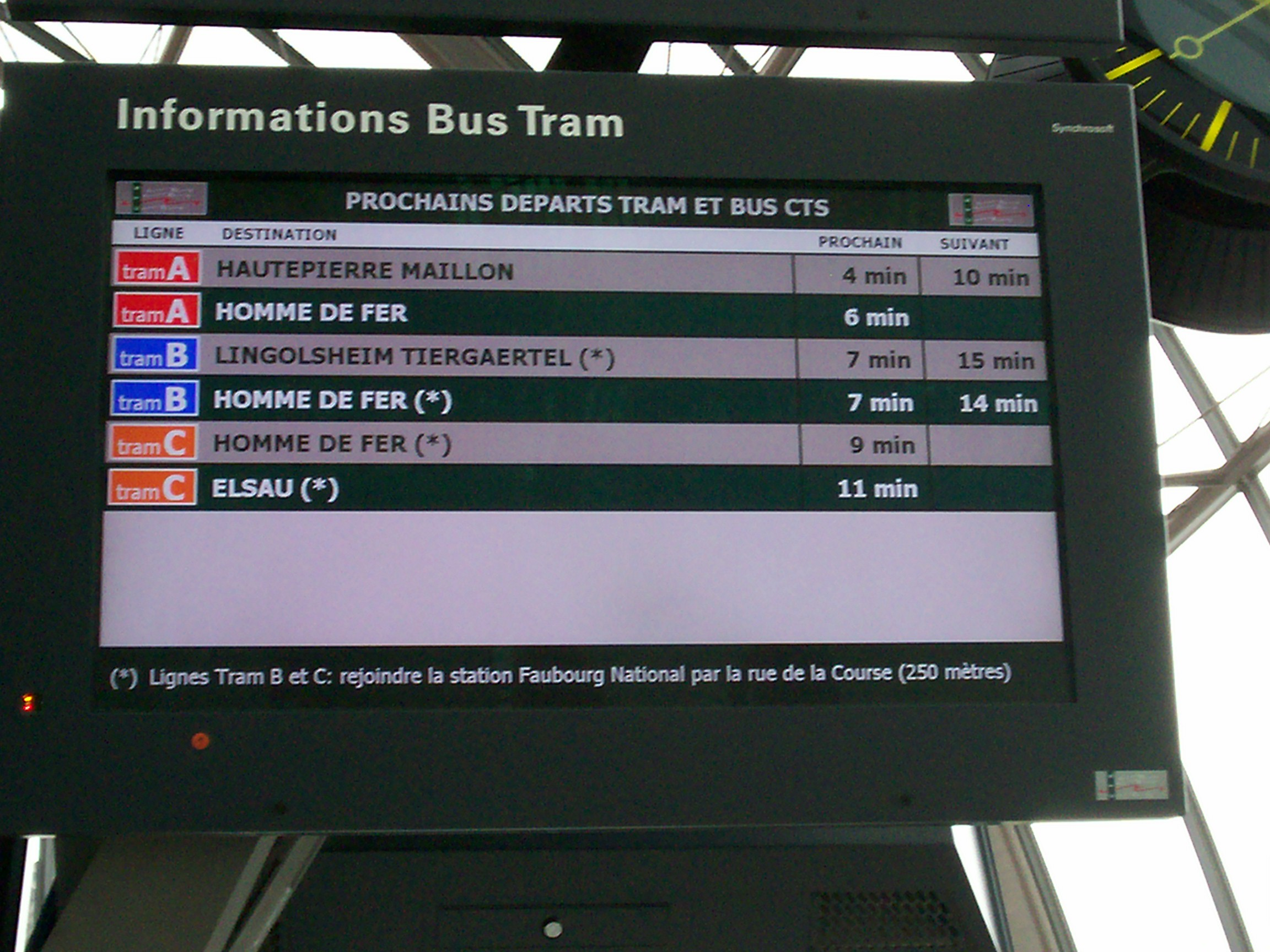
Information voyageurs à la Gare de Strasbourg en 2009.

## Exploitation de la ligne

### Principes de l'exploitation
La ligne fonctionne tous les jours de l'année sauf le 1er mai.
En raison de la relative proximité du dépôt de l'Elsau sur la ligne B, le service débute à la station Faubourg National à 4 h 26 du lundi au samedi, et à 5 h 29 les dimanches et fêtes, par des services partiels en direction de Comtes et à 4 h 27 du lundi au samedi, (5 h 32 les dimanches et fêtes) vers Place d'Islande. Les trams sont acheminés à vide entre Elsau et Faubourg National. Le dernier départ de Place d'Islande a lieu à 0 h 26 tous les jours. À la station Comtes, le premier tram part à 4 h 40 du lundi au samedi, et à 5 h 54 les dimanches et fêtes. Le dernier départ s'effectue à 0 h 18 tous les jours. Il n'y a aucun tram ayant le terminus sur une station intermédiaire, même en fin de service.
Entre 7 h et 19 h, les trams circulent toutes les six à neuf minutes environ du lundi au vendredi et toutes les dix minutes le samedi. Il n'y a donc aucune distinction entre les heures de pointe et les heures de pleine journée. Tôt le matin et à partir de 21 h environ, la fréquence minimale est d'un tram toutes les 15 minutes environ, avec quelques exceptions. Les dimanches et fêtes, la fréquence minimale est d'un tram toutes les 15 minutes également, avec un renforcement du service entre 12 h 30 et 21 h environ, quand la fréquence est de 12 puis de 13 minutes.
Sauf aux extrémités, soit de Comtes à Faubourg National et d'Observatoire à Place d'Islande (soit quatre stations), la ligne F circule en renforcement des autres lignes du réseau. Sur la partie du parcours entre Faubourg National et République, les fréquences sont doublées par la ligne B qui circule ici en tronc commun avec la ligne F. S'y ajoute encore les trams de la ligne C sur la section entre Homme de Fer et République, si bien que ce tronçon voit circuler vingt-six trams par heure et par sens du lundi au vendredi. Enfin, de République jusqu'à Observatoire, la ligne F est doublée par les lignes C et E. 
Par ailleurs, les horaires sont cadencés en dehors des périodes de desserte renforcée, avec répétition des mêmes minutes de passage, à peu d'exceptions près. Pendant les vacances scolaires, la desserte de pleine journée est allégée de 25 % environ du lundi au vendredi. 
Les tramways bénéficient d'un système de priorité aux carrefours comportant des feux.

### Temps de parcours moyens
Les temps de parcours sont donnés à titre indicatif et varient surtout selon le moment de la journée. Ils peuvent aussi évoluer en cas de retards dus à des évènements imprévus.
La ligne F du tramway de Strasbourg permet de rallier Comtes à…
- Faubourg National en 6 minutes ;
- Homme de Fer en 10 minutes ;
- République en 13 minutes ;
- Place d'Islande en 19 minutes.

### Matériel roulant
Les rames de la ligne F du tramway de Strasbourg sont le plus souvent de type Eurotram, mais des Citadis 403 peuvent y circuler.

### Tarification et financement
La tarification de la ligne est identique à celles des autres lignes de tramway et des réseaux de bus urbains exploitées par la Compagnie des Transports Strasbourgeois (CTS) et accessible avec les mêmes abonnements.
Les tickets et abonnements peuvent être achetés dans des distributeurs automatiques présents dans les stations, sauf s'ils incluent la place parking-relais.
Le financement du fonctionnement de la ligne, entretien, matériel et charges de personnel, est assuré par la Compagnie des Transports Strasbourgeois (CTS).

## Extensions
Un prolongement d’environ 4,5 km depuis l'actuel terminus Comtes doit mener vers Wolfisheim à l'horizon 2025. Dans une concertation publique, l'EMS a proposé 3 variantes entre la station Comtes et la Poteries comptant 3/4 nouvelles stations dans chaque variante. Les 3 variantes iront ensuite tout droit après Poteries direction le terminus Wolfisheim par la Route de Wasselonne en ajoutant 3 nouvelles stations pour 1,7 km de long. Au total, 6 à 7 nouvelles stations seront mises en service fin 2025 avec un prolongement de 4,2 km ou 4,7 km (selon la variante choisie) . 
En mai 2021, l'EMS annonce retenir la variante médiane, passant par la rue de l'Engelbreit. Le nombre de nouvelles station est porté à 8. Les travaux du prolongement vers Wolfisheim débutent à l'été 2023 avec une échéance prévue pour fin 2025. Le nom des huit nouvelles stations a été dévoilé le 29 janvier 2025 et sont, d'est en ouest : Grubert, Hohberg, Octroi, Poteries (correspondance avec la ligne D) à Strasbourg, Eckelse, Bois Romain, Parc d'activités d'Eckbolsheim - Zénith à Eckbolsheim et le nouveau terminus Wolfisheim - Henri Rendu.
Il est également envisagé de prolonger l'extrémité orientale de la ligne F vers le Port du Rhin (voire la ville allemande frontalière de Kehl) via une courte section nouvelle puis en empruntant les voies de la ligne D. Ce projet est conditionné à l'urbanisation planifiée de l'île aux Épis.